# AnyDecentMusic?
AnyDecentMusic? – brytyjska strona internetowa zbierająca recenzje albumów muzycznych z magazynów, stron internetowych i gazet.

## Historia i profil
Serwis AnyDecentMusic? został założony w 2009 roku. Pomysłodawcami, projektantami i twórcami mieszczącego się w Edynburgu serwisu są Ally Palmer i Terry Watson (występujący jako wydawca pod szyldem Palmer Watson). AnyDecentMusic dostarcza miłośnikom muzyki stale aktualizowaną listę najbardziej uznanych przez krytyków albumów, opartą na ocenach wiodących ekspertów i niezależnych źródeł recenzji z całego świata.
Twórcy serwisu przeszukują codziennie ponad 50 publikacji recenzji muzycznych, zarówno online, jak i offline, pochodzących z różnych i niezależnych źródeł z Wielkiej Brytanii, Stanów Zjednoczonych, Kanady, Australii, Irlandii i Niemiec. Albumy potrzebują co najmniej pięciu recenzji, aby wejść na listę przebojów. Po sześciu tygodniach wypadają z głównej listy przebojów Recent Releases, ale wciąż są tam obecne w wersjach o dłuższej perspektywie czasowej.

### Listy na koniec roku
AnyDecentMusic? sporządza listę najwyżej ocenianych przez siebie albumów w danym roku po przeanalizowaniu list z końca roku z różnych źródeł (między innymi The A.V. Club, Clash, Consequence of Sound, DIY, Evening Standard, Loud And Quiet, Pitchfork, The Independent i inne). Najlepszym albumem w roku 2021 został ogłoszony Sometimes I Might Be Introvert brytyjskiej raperki Little Simz, który zdobył 1065 punktów. Drugie miejsce zajął album Jubilee zespołu Japanese Breakfast (898 punktów), a trzecie – Promises, wspólny album Floating Points, Pharoah Sandersa i London Symphony Orchestra (830 punktów).

### Lista All-Time Top 10
AnyDecentMusic? sporządził listę najwyżej ocenianych przez siebie albumów z ostatnich dwunastu lat (czyli od początku swego istnienia). Rankingi liczone są z dokładnością do dwóch miejsc po przecinku. 
| Ranking | Wykonawca                   | Album                            |
| ------- | --------------------------- | -------------------------------- |
| 9.3     | Kendrick Lamar              | To Pimp a Butterfly              |
| 9.2     | Fiona Apple                 | Fetch The Bolt Cutters           |
| 9.1     | Kendrick Lamar              | Damn                             |
| 9.1     | D’Angelo                    | Black Messiah                    |
| 9.0     | Nick Cave and the Bad Seeds | Ghosteen                         |
| 9.0     | Self Esteem                 | Prioritise Pleasure              |
| 8.9     | Bob Dylan                   | Rough and Rowdy Ways             |
| 8.9     | Nick Cave and the Bad Seeds | Skeleton Tree                    |
| 8.9     | Frank Ocean                 | Channel Orange                   |
| 8.9     | Dave                        | We're All Alone in This Together |

## Wersje
W 2012 roku twórcy serwisu stworzyli specjalną jego aplikację na Spotify, aby umożliwić fanom dostęp do bieżących informacji o albumach muzycznych. Istnieje również aplikacja ADM stworzona dla użytkownikach iPadów i iPhone’ów, możliwa do pobrania za pośrednictwem App Store.